# رأی اعتماد به هیئت وزیران سید ابراهیم رئیسی
طبق قانون اساسی تعیین وزیر با رئیس‌جمهور است؛ از این رو رئیس‌جمهور باید بعد از احراز شرایط مربوط به وزراء صلاحیت عمومی آن‌ها را تأیید کرده و به مجلس معرفی کند. تأیید کابینه رئیس‌جمهور در ایران و بررسی صلاحیت و دادن رای اعتماد به وزرای پیشنهادی توسط مجلس شورای اسلامی انجام می‌شود. سید ابراهیم رئیسی طبق قانون تا ده روز پس از مراسم تحلیف فرصت دارد تا کابینه خود را معرفی کند. بر اساس آیین‌نامه بعد از اعلام وصول، نمایندگان یک هفته فرصت بررسی وزرای پیشنهادی را دارند و دستورکار صحن فقط رای اعتماد به وزرا می‌شود.

## معرفی کابینه
مراسم تحلیف سیزدهمین دوره ریاست جمهوری در ۱۲ مرداد ۱۴۰۰ در مجلس شورای اسلامی برگزار شد. پس از این مراسم سید ابراهیم رئیسی به عنوان هشتمین رئیس‌جمهور ایران آغاز به کار کرد.
او کابینه خود را در بیست مرداد به مجلس معرفی کرد.

## افراد معرفی شده

### وزارت آموزش و پرورش
حسین باغگلی به عنوان وزیر پیشنهادی آموزش و پرورش به مجلس معرفی شد و رأی اعتماد نگرفت؛پس از وی مسعود فیاضی به عنوان وزیر آموزش و پرورش به مجلس معرفی شد که او نیز در تاریخ ۲۵ آبان ۱۴۰۰ موفق به اخذ رأی اعتماد نشد. پس از وی یوسف نوری طی نامه‌ای از سوی رئیس‌جمهور به مجلس برای کسب رأی اعتماد معرفی شد.
| وزارت آموزش و پرورش | سخنرانان موافق                                          | سخنرانان مخالف                             | آراء موافق | آراء مخالف | آراء ممتنع | تأیید |
| ------------------- | ------------------------------------------------------- | ------------------------------------------ | ---------- | ---------- | ---------- | ----- |
| حسین باغگلی         | جعفر راستی علی‌اصغر عنابستانی بیژن نوباوه عبدالجلال ایری | جلال رشیدی صدیف بدری کاظم دلخوش جعفر قادری | ۷۶         | ۱۹۳        | ۱۸         | خیر   |
| مسعود فیاضی         | ___                                                     | کاظم دلخوش                                 | ۱۱۵        | ۱۴۰        | ۵          | خیر   |
| یوسف نوری           | _                                                       | _                                          | ۱۹۴        | ۵۷         | ۱۷         | بله   |

### وزارت ارتباطات و فناوری اطلاعات
عیسی زارع‌پور به عنوان وزیر پیشنهادی ارتباطات به مجلس معرفی شد و رای اعتماد گرفت.
| وزارت ارتباطات و فناوری اطلاعات | سخنرانان موافق                                       | سخنرانان مخالف                                           | آراء موافق | آراء مخالف | آراء ممتنع | تأیید |
| ------------------------------- | ---------------------------------------------------- | -------------------------------------------------------- | ---------- | ---------- | ---------- | ----- |
| عیسی زارع‌پور                    | مالک شریعتی مصطفی طاهری سید مجتبی محفوظی مجتبی یوسفی | علی‌اصغر عنابستانی حسین حاتمی محمود عباس‌زاده سید غنی نظری | ۲۵۶        | ۱۷         | ۱۰         | آری   |

### وزارت اطلاعات
سید اسماعیل خطیب به عنوان وزیر پیشنهادی اطلاعات به مجلس معرفی شد و رای اعتماد گرفت.
| وزارت اطلاعات    | سخنرانان موافق           | سخنرانان مخالف                          | آراء موافق | آراء مخالف | آراء ممتنع | تأیید |
| ---------------- | ------------------------ | --------------------------------------- | ---------- | ---------- | ---------- | ----- |
| سید اسماعیل خطیب | امیرقلی جعفری محسن زنگنه | حسین جلالی غلامحسین رضوانی حسین میرزایی | ۲۲۲        | ۴۸         | ۱۷         | آری   |

### وزارت امور اقتصادی و دارایی
سید احسان خاندوزی به عنوان وزیر پیشنهادی امور اقتصادی و دارایی به مجلس معرفی شد و رای اعتماد گرفت.
| وزارت امور اقتصادی و دارایی | سخنرانان موافق                                              | سخنرانان مخالف                       | آراء موافق | آراء مخالف | آراء ممتنع | تأیید |
| سید احسان خاندوزی           | معصومه پاشایی محمدرضا پورابراهیمی ابراهیم عزیزی مهدی طغیانی | محمود عباس‌زاده مشکینی مهرداد ویس‌کرمی | ۲۵۴        | ۲۵         | ۸          | آری   |

###### وزارتامورخارجه
حسین امیر عبداللهیان به عنوان وزیر پیشنهادی امور خارجه به مجلس معرفی شد و رای اعتماد گرفت.
| وزارت امور خارجه    | سخنرانان موافق                                    | سخنرانان مخالف          | آراء موافق | آراء مخالف | آراء ممتنع | تأیید |
| ------------------- | ------------------------------------------------- | ----------------------- | ---------- | ---------- | ---------- | ----- |
| حسین امیرعبداللهیان | ابوالفضل عمویی محسن علیزاده عباس گلرو علی علیزاده | محمدیاری سید سلمان ذاکر | ۲۷۰        | ۱۰         | ۶          | آری   |

###### وزارتبهداشت، درمان و آموزش پزشکی
بهرام عین‌اللهی به عنوان وزیر پیشنهادی بهداشت، درمان و آموزش پزشکی به مجلس معرفی شد و رأی اعتماد گرفت.
| وزارت بهداشت، درمان و آموزش پزشکی | سخنرانان موافق                                | سخنرانان مخالف           | آراء موافق | آراء مخالف | آراء ممتنع | تأیید |
| --------------------------------- | --------------------------------------------- | ------------------------ | ---------- | ---------- | ---------- | ----- |
| بهرام عین‌اللهی                    | رضا حاجی‌پور محمد آریان‌پور محمدعلی محسنی بندپی | علیرضا عباسی عباس گودرزی | ۲۱۴        | ۵۵         | ۱۵         | آری   |